# Роб Мак-Грегор
Ро́берт Рой Мак-Грегор (шотл. гел. Raibeart Ruadh MacGriogair; англ. Robert Roy MacGregor; 7 березня 1671, Гленгайл — 28 грудня 1734, Балквіддер) — відомий під іменем Роб Рой, а подекуди, як Рудий Мак-Грегор (англ. Red MacGregor) — шотландський національний герой початку XVIII ст.

## Історичні факти
Народився в Гленгайлі, який стоїть на озері Катрін (Шотландія), про що свідчить запис у метричній книзі парафії Бьюкенен (англ. Buchanan Parish). Його батьком був Дональд Мак-Грегор, мати — Маргарет Кемпбелл. У червні 1663 р. одружився з Мері Гелен Мак-Грегор з Комару. У цьому шлюбі народились чотири сини:
- Джеймс, також відомий як Мор або Тал,
- Ранальд,
- Колл, та
- Роберт, також відомий як Робін Ойг або Янг Роб.

Пізніше усиновили також племінника — Дункана.
Ім'я Роб Рой є англофікованим від гельського Raibert Ruadh, або Рудий Роберт (англ. Red Robert), що пов'язують з рудим кольором його волосся, хоча пізніше колір змінився на коричневий.
Роб Рой був продавцем худоби, пізніше крадієм худоби, а ще пізніше отримував плату від сусідів за захист худоби від інших злодіїв, що тоді вважалося почесним та легальним заняттям. Після невдачі цієї справи та втрати значної суми позичених грошей — його було звинувачено в обмані та оголошено поза законом, сім'ю вигнали з дому, а сам дім спалили. Його головний кредитор Джеймс Грехем перший герцог Монтроз, забрав маєток, проти чого Роб Рой боровся, але був змушений 1722 року здатися. Його заарештували та ув'язнили, проте 1727 року — помилували.
Помер Роб Рой у 1734 році, у своєму будинку.
Його життя та боротьба були темою творів Данієля Дефо та Вальтера Скотта, завдяки яким він став всесвітньо відомим як шотландський Робін Гуд. Зокрема, Скотт написав однойменний роман.

## Рекомендована література
- Defoe, Daniel (1723). The highland rogue: or, The memorable actions of the celebrated Robert Macgregor, commonly called Rob-Roy. OCLC 176650784.
- Macleay, Kenneth (1881). Historical memoirs of Rob Roy and the Clan Macgregor. [With plates.] (англ.). Edinburgh: W. Brown. OCLC 316575085.
- Murray, W. H. (1996). Rob Roy MacGregor, His Life and Times (вид. 3rd). Canongate books Ltd.
- Stevenson, David (2004). The Hunt for Rob Roy, The Man and the Myths. John Donald Publishers. ISBN 0-85976-590-3.
- Tranter, Nigel (1991). Rob Roy MacGregor (вид. 2005 reprint). New York: Barnes and Noble. ISBN 1-897784-31-7.